# Yemyo Imamura
Yemyo Imamura (em japonês: 今村恵猛; Fukui, 27 de maio de 1867 – Honolulu, 22 de dezembro de 1932) foi um monge budista japonês, ativo em Honolulu, Havaí, e líder da comunidade nipo-americana. Foi sacerdote no Honpa Hongwanji e fundou a Young Men's Buddhist Association (YMBA).

## Início de vida e educação
Imamura nasceu na vila de Togo, que se situa na prefeitura de Fukui, Japão, em 27 de maio de 1867. Ele entrou no sacerdócio em 1876, quando tinha dez anos. Depois de estudar nas escolas do templo em Kyoto, ele recebeu uma bolsa para estudar na Universidade Keio, em Tóquio. Ele se formou em 1893 e depois voltou para Fukui para lecionar inglês.

## Carreira
Em 1899, Imamura mudou-se para o Havaí para servir aos budistas Jodo Shinshu. Ele assumiu o Honpa Hongwanji quando seu primeiro sacerdote, Honi Satomi, voltou ao Japão. Ele se casou com sua esposa Kiyoko em 1904, e eles tiveram um filho chamado Kanmo, que também se tornou monge.
Imamura estabeleceu a Young Men's Buddhist Association como um equivalente budista da YMCA. Suas atividades incluíram o ensino de inglês, a ajuda de novos imigrantes a se adaptarem à cultura local e a publicação de uma revista chamada Dōhō. Em 1902, Imamura abriu o Fort Gakuen, uma escola primária anexada ao templo. Mais tarde, em 1907, ele fundou a escola secundária Havaí Chugakko. Ambas as escolas eram escolas de língua japonesa que os alunos frequentavam após o término do dia escolar normal. Ele também defendeu trabalhadores nas plantações e as noivas ilustradas.
Grande parte da carreira de Imamura foi gasta mostrando as semelhanças entre o budismo e o cristianismo e americanizando os jovens imigrantes japoneses através do budismo. Ele queria tornar o budismo mais compatível com a vida americana no Havaí e mostrá-lo como uma religião "universal" e não "sobrenatural". Ao contrário de seu contemporâneo cristão, Takie Okumura, o foco de Imamura enquanto americanizava a juventude japonesa não era incentivá-los a deixar a cultura japonesa para trás, mas a levar seus valores consigo como cidadãos americanos.
Em 1928, Imamura foi premiado com a Ordem do Tesouro Sagrado por seu trabalho expandindo a influência de Jodo Shinshu no Havaí.
Imamura morreu em 22 de dezembro de 1932.